# Exocytos
Exocytos är den process där cellerna utsöndrar stora biomolekyler genom att innesluta dem i en vesikel som sedan avknoppas från dess cellmembran. Exocytos kan verka för att utsöndra avfallsprodukter hos encelliga organismer (protozoa). Hos flercelliga organismer har exocytos även signalerande och regulatorisk funktion. Motsatsen till exocytos är endocytos, då stora biomolekyler tas in i cellen. Exempel på en exocytos process är då ämnen i körtelceller utsöndras.

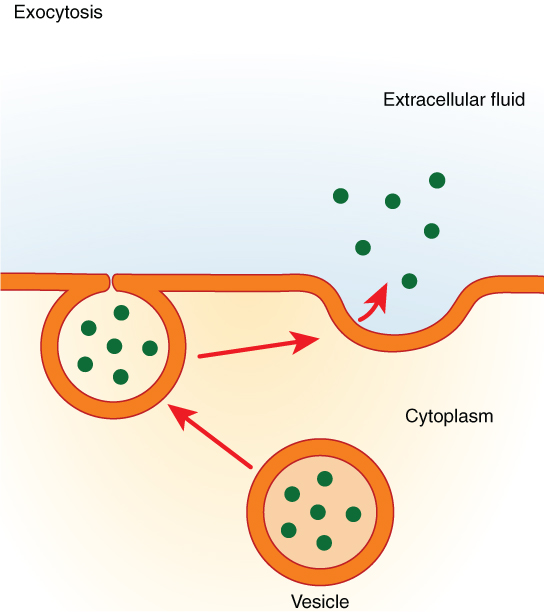
Exocytos

Exocytos börjar i det korniga endoplasmatiska nätverkets ribosomer. När ribosomerna har producerat de proteiner som skall transporteras med hjälp av exocytos tar de sig in i det endoplasmatiska nätverkets hålrum. Proteinet lämnar därefter nätverket och tar sig mot Golgiapparatens cis-sida med hjälp av en vesikel. I apparaten modifieras proteinet och lämnar den sedan på dess trans-sida. Vesikeln rör sig nu mot och går upp i cellmembranet vilket gör att ämnets innehåll utlöses från cellen.